# Antoni (Wadkowski)
Antoni, imię świeckie Aleksandr Wasiljewicz Wadkowski (ur. 22 sierpnia?/3 września 1846 w Carowce, zm. 2 listopada 1912 w Petersburgu) – rosyjski biskup prawosławny, metropolita petersburski i ładoski w latach 1898–1912.
Był synem kapłana prawosławnego. Ukończył seminarium duchowne w Tambowie, a następnie Kazańską Akademię Duchowną. Po uzyskaniu końcowego dyplomu został zatrudniony w Akademii jako wykładowca homiletyki. Pracował również w piśmie Prawosławnyj sobiesiednik. W 1872 ożenił się z Jelizawietą Pieńkowską, która zmarła na gruźlicę po siedmiu latach małżeństwa. Gdy dziesięć lat później zmarło również dwoje dzieci, jakie przyszły na świat z tego związku, Aleksandr Wadkowski zdecydował się wstąpić do monasteru i złożył 4 marca 1883 wieczyste śluby mnisze. 14 listopada 1883 otrzymał godność archimandryty i został mianowany przełożonym monasteru św. Jana Chrzciciela w Kazaniu. Rok później został inspektorem Kazańskiej Akademii Duchownej, a dzięki poparciu oberprokuratora Świątobliwego Synodu Rządzącego Konstantina Pobiedonoscewa został przeniesiony na stanowisko inspektora Petersburskiej Akademii Duchownej. W 1887 został jej rektorem, przyjmując także chirotonię biskupią z tytułem biskupa wyborskiego, wikariusza eparchii petersburskiej i ładoskiej.
W latach 1892–1898 był biskupem fińskim i wyborskim; zainicjował tłumaczenie prawosławnych tekstów liturgicznych z języka cerkiewnosłowiańskiego na język fiński, uczestniczył w dialogu prawosławno-starokatolickim i prawosławno-anglikańskim. W 1898 objął katedrę petersburską i ładoską – najwyższy urząd w hierarchii cerkiewnej okresu synodalnego. Jako metropolita zaangażował się w działalność dobroczynną, pozostając także wykładowcą Petersburskiej Akademii Duchownej. Po 1905 większość jego działań łączyła się z dążeniem do reform w strukturze Rosyjskiego Kościoła Prawosławnego. Metropolita Antoni domagał się od cesarza Mikołaja II zgody na likwidację Świątobliwego Synodu Rządzącego, pełne uniezależnienie Cerkwi od organów państwowych, wybór pierwszego od 1700 patriarchy moskiewskiego i całej Rusi. W latach 1905–1906 kierowany przez hierarchę komitet opracował komplet dokumentów niezbędnych do zwołania Soboru Lokalnego, który miał zatwierdzić opisywane zmiany. Do soboru nie doszło jednak z powodu sprzeciwu Mikołaja II.
Konsekwentnie sprzeciwiał się aktywności politycznej prawosławnego duchowieństwa, w tym wybieraniu duchownych na deputowanych do Dumy Państwowej. W związku z tym oskarżany był przez organizacje czarnosecinne o liberalizm i wrogość wobec instytucji monarchii. Z kolei ruchy tzw. odnowicielskie, na czele z Żywą Cerkwią, powoływały się na osobę Antoniego jako na swojego inspiratora i prekursora.
Zmarł po chorobie w 1912 i został pochowany w Ławrze św. Aleksandra Newskiego.

## Życiorys

### Młodość i praca naukowa
Wasilij Wadkowski urodził się w wielodzietnej rodzinie Wasilija Jowlewicza Wadkowskiego, kapłana służącego w eparchii tambowskiej. Od drugiego roku życia mieszkał z rodziną we wsi Matczerka. W wieku dziesięciu lat został oddany na naukę do niższej szkoły duchownej w Tambowie, a po jej ukończeniu w 1860 podjął naukę w seminarium duchownym w tym samym mieście. W okresie tym był uczniem duchowym biskupa tambowskiego Teofana, późniejszego świętego.
Sześć lat później, po ukończeniu seminarium, Aleksandr Wadkowski podjął wyższe studia teologiczne w Kazańskiej Akademii Duchownej, jako stypendysta państwowy. Uzyskiwał wysokie wyniki w nauce – na podstawie pracy końcowej, obronionej w 1870, uzyskał tytuł nie kandydata, lecz magistra nauk teologicznych. Tematem pracy był stosunek arian do neoplatonizmu. W 1871 został zatrudniony w Akademii jako docent w katedrze homiletyki. Równocześnie był redaktorem naczelnym pisma Prawosławnyj sobiesiednik i pracował nad opisem rękopisów oraz najstarszych ksiąg drukowanych ze zbiorów Monasteru Sołowieckiego przekazanych Kazańskiej Akademii Duchownej. Uzyskał następnie tytuł profesora nadzwyczajnego, co równało się randze radcy stanu.
W 1872 ożenił się z Jelizawietą Pieńkowską, która już wtedy chorowała na gruźlicę i siedem lat później zmarła. Z małżeństwa tego przyszło na świat dwoje dzieci, które Aleksandr Wadkowski wychowywał sam po śmierci żony. W 1882 dzieci zmarły na błonicę.
Pod wpływem utraty bliskich Aleksandr Wadkowski zdecydował się złożyć wieczyste śluby mnisze. Postrzyżony na mnicha 4 marca 1883 r. przez arcybiskupa kazańskiego Palladiusza przyjął imię Antoni, chcąc upamiętnić biskupa kazańskiego Antoniego (Amfitieatrowa). Dwa dni później został wyświęcony na hieromnicha. Kontynuował pracę naukową i dydaktyczną w Akademii, będąc jednym z dwóch wykładowców-duchownych. 14 listopada 1883 otrzymał ponadto godność archimandryty i został mianowany przełożonym monasteru św. Jana Chrzciciela w Kazaniu. W 1884 otrzymał stanowisko inspektora Kazańskiej Akademii Duchownej. Rok później Kazań odwiedził oberprokurator Świątobliwego Synodu Rządzącego Konstantin Pobiedonoscew, który dostrzegł w archimandrycie Antonim pobożnego mnicha, zdolnego organizatora i wykształconego teologa. Dzięki jego poparciu Antoni został przeniesiony na stanowisko inspektora Petersburskiej Akademii Duchownej.

### Biskup

#### Biskup wyborski
3 maja 1887 Antoni (Wadkowski) został wyświęcony na biskupa wyborskiego, wikariusza eparchii petersburskiej. Otrzymał ponadto stanowisko rektora Petersburskiej Akademii Duchownej. Przyczynił się do podniesienia poziomu nauczania teologii w Akademii, jak również dążył do tego, by studenci, jeszcze w czasie nauki, podejmowali praktyczną pracę na rzecz Cerkwi, razem z nim prowadząc działalność duszpasterską i edukacyjną w parafiach Petersburga. Założył koło studentów prowadzących spotkania o charakterze teologiczno-moralnym w więzieniach, noclegowniach i na parafiach. Przyczynił się do otwarcia na Akademii katedry bizantynologii. Dążył do tego, by zwiększała się liczba wykształconych w dziedzinie teologii mnichów.
Nadal wspierał Kazańską Akademię Duchowna, przekazując jej w 1891 roku 287 książek, zaś w roku 1899 – 5 tys. rubli na stypendia dla studentów.

#### Biskup fiński i wyborski

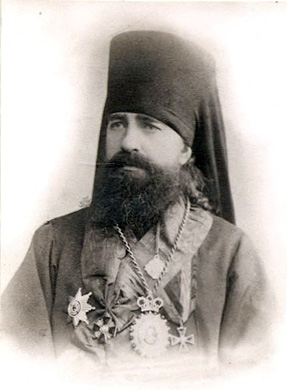
Antoni (Wadkowski) jako biskup

W 1892 biskup Antoni został przeniesiony na katedrę fińską i wyborską. W tym samym czasie został oficjalnie przedstawiony carycy Marii Fiodorownej, która stała się jego protektorką. W Wielkim Księstwie Finlandii Antoni starał się rozwijać działalność misyjną Rosyjskiego Kościoła Prawosławnego w ten sposób, by nie dopuścić do kojarzenia swojego wyznania wyłącznie z rusyfikacją kraju. Założył czternaście nowych parafii, doprowadził do wzniesienia dziesięciu cerkwi, powołał do życia prawosławne pisma w językach fińskim i rosyjskim, otworzył pierwszy w kraju żeński monaster, zainicjował przekłady tekstów liturgicznych z języka cerkiewnosłowiańskiego na fiński, otwierał kolejne szkoły parafialne, zajmował się dobroczynnością. Jego działalność w znaczący sposób przyczyniła się do powstania w przyszłości autonomicznego Fińskiego Kościoła Prawosławnego. W 1893 zorganizował w Sierdobolu zjazd duchownych prawosławnych działających w Finlandii. Wielokrotnie dokonywał wizytacji w podległych sobie parafiach.
W 1892 wydał w Petersburgu tom swoich prac z dziedziny homiletyki i historii Cerkwi, zatytułowany Ob istorii christianskoj propowiedi, za który w 1895 otrzymał tytuł doktora teologii. W 1893 stanął na czele komisji ds. dialogu ze starokatolikami; jej kierownikiem pozostawał przez pięć lat. Komisja ta miała przygotować wstąpienie części starokatolików do Kościoła prawosławnego. Biskup Antoni, uznając sensowność dialogu, opowiadał się za tym, by starokatolicy bezwarunkowo przyjęli nauczanie Rosyjskiego Kościoła Prawosławnego, w szczególności w zakresie eklezjologii, gdzie różnice teologiczne były największe, a także zrezygnowali z Filioque w wyznaniu wiary.
W 1897, jako pierwszy w historii hierarcha Rosyjskiego Kościoła Prawosławnego, wyjechał z oficjalną wizytą do Wielkiej Brytanii, gdzie brał udział w uroczystościach z okazji 60. rocznicy objęcia tronu brytyjskiego przez królową Wiktorię. Brał udział w dialogu z anglikanami, otrzymał ponadto doktoraty honoris causa uniwersytetów w Oksfordzie i Cambridge. Następnie udał się do Niemiec, gdzie spotykał się z teologami starokatolickimi. Po powrocie do Rosji, 24 grudnia 1898, otrzymał nominację na metropolitę petersburskiego, najwyższego godnością hierarchę w Rosyjskim Kościele Prawosławnym, następcę zmarłego w tym samym miesiącu Palladiusza.

### Metropolita petersburski

#### Działalność duszpasterska i dobroczynna
Jako metropolita petersburski Antoni regularnie odwiedzał więźniów, nawiązując do staroruskiego zwyczaju wstawiania się za nimi u władców przez hierarchów cerkiewnych. Był zaangażowany w działalność dobroczynną. Przewodniczył powołanej przez carycę Marię Fiodorownę organizacji wspierającej niewidomych oraz działał w charytatywnym Bractwie Królowej Niebios, również funkcjonującym pod opieką małżonki cesarza. Na cele dobroczynne przekazywał miesięcznie 27 tys. rubli z 29 tys., jakie łącznie otrzymywał jako metropolita petersburski. Założył ogólnorosyjskie bractwo trzeźwości św. Aleksandra Newskiego. Zrezygnował z urządzania w rezydencji metropolitalnej wystawnych przyjęć, wspierał natomiast finansowo miejskie duchowieństwo, budowę cerkwi i klasztorów. Był prekursorem wprowadzenia w rosyjskich cerkwiach oświetlenia elektrycznego.
W 1903 przewodniczył uroczystościom kanonizacji mnicha Serafina z Sarowa. W 1909 założył w Ławrze św. Aleksandra Newskiego muzeum archeologiczne. Wspierał Galicyjsko-Russkie Towarzystwo Dobroczynne.

#### Ekskomunikowanie Lwa Tołstoja
22 lutego 1901 Świątobliwy Synod Rządzący ogłosił pisarza Lwa Tołstoja wrogiem Cerkwi i ekskomunikował go. Bezpośrednią przyczyną tej decyzji była treść powieści Zmartwychwstanie, zawarty w niej szyderczy opis prawosławnego nabożeństwa w kaplicy więziennej i atak na postawę Rosyjskiego Kościoła Prawosławnego wobec sytuacji społecznej Rosji. W tekście ekskomuniki powołano się również na ataki Tołstoja na Cerkiew rosyjską, nieuznawanie sakramentów i zbawienia duszy. Metropolita Antoni był bezpośrednim inicjatorem nałożenia ekskomuniki, jednak do wydania tego aktu już od dłuższego czasu dążył Konstantin Pobiedonoscew.

#### Wobec przemian w Rosji. Zaangażowanie na rzecz reform w Cerkwi

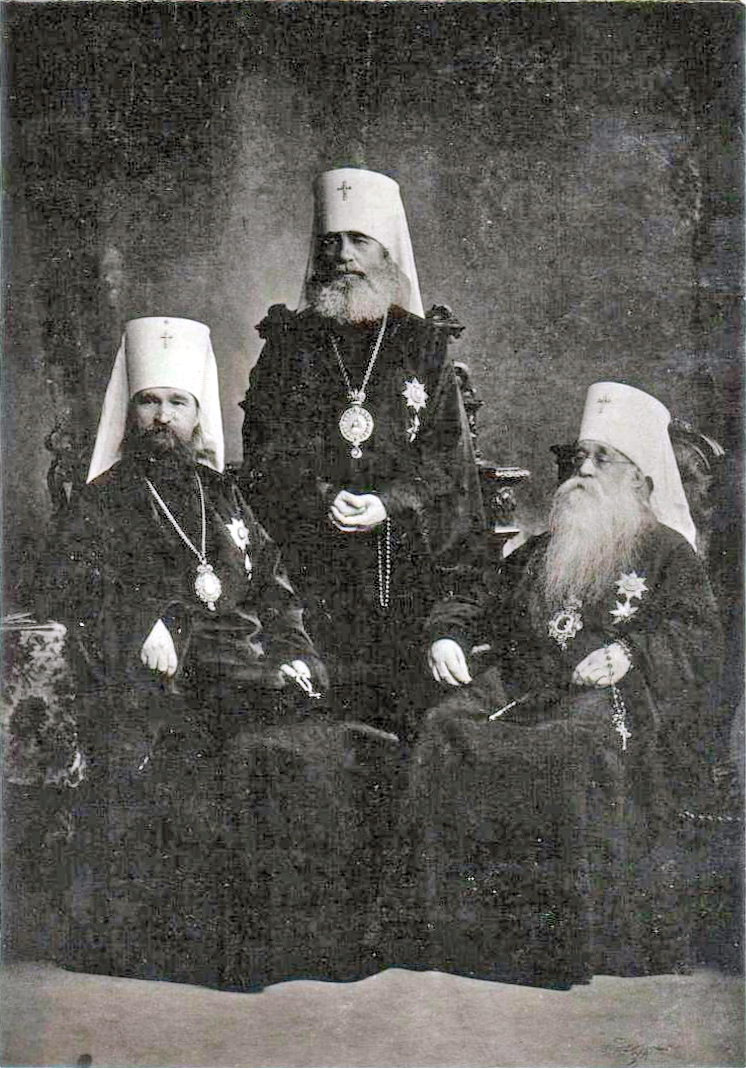
Metropolita Antoni (w środku) z metropolitami moskiewskim Włodzimierzem (z lewej) i kijowskim Flawianem (z prawej). Wszyscy trzej hierarchowie w 1905 podjęli bezskuteczne starania o zwołanie soboru lokalnego Rosyjskiego Kościoła Prawosławnego i restaurację patriarchatu

22 marca 1905 na posiedzeniu Świętego Synodu Rządzącego pod przewodnictwem metropolity Antoniego uchwalony został tekst memorandum do cesarza Mikołaja II, w którym hierarchowie apelowali o zmianę położenia prawnego Rosyjskiego Kościoła Prawosławnego, zgodę na zwołanie soboru lokalnego i wybór patriarchy. Metropolita Antoni, odwołując się do wydanego wcześniej przez cesarza ukazu tolerancyjnego, stwierdził, że wyznania mniejszościowe otrzymały dzięki niemu szerszy zakres swobód niż urzędowa Cerkiew. Hierarcha spotkał się w tej sprawie z premierem Siergiejem Witte, argumentując, że dla naprawy sytuacji Rosyjskiego Kościoła Prawosławnego niezbędne jest wprowadzenie czterech zmian w jego położeniu prawnym:
- likwidacja Świątobliwego Synodu Rządzącego,
- powołanie w jego zastępstwie kolegialnego organu zarządzającego złożonego z duchownych,
- zwołanie Soboru Lokalnego,
- dokonanie wyboru patriarchy moskiewskiego i całej Rusi[8].

Metropolita Antoni skrytykował szczególnie podporządkowanie Kościoła administracji państwowej i sposób jego traktowania przez nią. Apelując o uniezależnienie Kościoła prawosławnego od państwa podkreślał, że Cerkiew zmieniona w instytucję rządową praktycznie nie jest autorytetem ani w sprawach społecznych, ani w kwestiach indywidualnej moralności.
31 marca Mikołaj II zgodził się z głównymi tezami dokumentu (tożsamymi ze stanowiskiem metropolity petersburskiego), lecz ulegając wpływowi Pobiedonoscewa stwierdził, że natychmiastowa organizacja soboru, z uwagi na skomplikowaną sytuacją wewnętrzną kraju, nie jest właściwym rozwiązaniem. Równocześnie władca zezwolił na przystąpienie do wstępnych prac przygotowujących przebieg przyszłego soboru. 27 lipca 1905 metropolita Antoni wystosował do wszystkich biskupów rosyjskich list z prośbą o wskazanie niezbędnych ich zdaniem zmian w Kościele oraz propozycji problemów, jakie powinien omówić przyszły sobór. 17 grudnia tego samego roku Mikołaj II wyraził zgodę na zwołanie Soboru Biskupów, zaś 27 grudnia pod jego auspicjami powstał komitet przygotowujący oficjalny ukaz informujący o soborze oraz sam porządek jego przyszłych obrad. Komitet, kierowany przez metropolitów petersburskiego Antoniego, moskiewskiego Włodzimierza i kijowskiego Flawiana jednoznacznie opowiedział się oni za likwidacją Świątobliwego Synodu Rządzącego i przywróceniu w Cerkwi rosyjskiej patriarchatu. W toku posiedzeń trwających od marca do grudnia 1906 komitet przeprowadził prace przygotowawcze. W latach 1906–1907 cała działalność metropolity Antoniego była podporządkowania sprawie zwołania soboru. Jednak 25 kwietnia 1907, po zapoznaniu się z kompletem dokumentów przedsoborowych opracowanych przez wymienionych trzech hierarchów, Mikołaj II stwierdził, że nie nastąpił jeszcze odpowiedni moment na zmiany w Rosyjskim Kościele Prawosławnym. Wpływ na tę decyzję miały opinie części członków rodziny cesarskiej, ministrów spraw wewnętrznych oraz kolejnych oberprokuratorów Synodu Aleksandra Oboleńskiego, Aleksieja Szyrynskiego-Szychmatowa oraz Piotra Izwolskiego.
W odróżnieniu od większości współczesnych mu hierarchów cerkiewnych metropolita Antoni w przychylny sposób odnosił się do oddolnych ruchów białego duchowieństwa (m.in. grupy 32) na rzecz odnowy struktur Rosyjskiego Kościoła, przeprowadzenia w nim reform wewnętrznych i zwołania soboru lokalnego. Wyraził zgodę na funkcjonowanie Zebrań filozoficzno-religijnych organizowanych przez Dmitrija Mereżkowskiego i Zinaidę Gippius i na uczestnictwo w nich prawosławnych duchownych. Zainicjował również dyskusję wewnątrzkościelną o stanie prawosławnego monastycyzmu, zadaniach mnichów w społeczeństwie rosyjskim, ich relacjach z różnymi warstwami społecznymi (zwłaszcza inteligencją), możliwych zmianach w funkcjonowaniu monasterów.
Metropolita Antoni sprzeciwiał się natomiast uczestnictwu prawosławnego duchowieństwa w organizacjach politycznych o dowolnym profilu, po 1905 uznał za niewłaściwe kandydowanie duchownych na deputowanych Dumy Państwowej. Był zdania, że wszelkie próby bezpośredniego uczestnictwa hierarchów w polityce, w tym utworzenia partii klerykalnej, doprowadzą do ostatecznego podważenia autorytetu Cerkwi w społeczeństwie, który i tak nie był już najwyższy. Nie poparł żadnej organizacji czarnosecinnej, mimo podkreślania przez nie przywiązania do prawosławia. W 1906 odrzucił prośbę przywódcy Związku Narodu Rosyjskiego Aleksandra Dubrowina o poświęcenie jej sztandarów. Stwierdził, że w analogiczny sposób odrzuciłby prośbę także innych partii. W rozmowie z Dubrowinem wprost stwierdził

Nie żywię sympatii do waszych prawicowych partii i uważam was za terrorystów: terroryści-lewicowi rzucają bomby, a partie prawicowe zamiast bomb – obrzucają kamieniami wszystkich, którzy się z nimi nie zgadzają

W rezultacie został oskarżony przez prasę czarnosecinną o liberalizm i sprzyjanie idei obalenia caratu, zarzucono mu karierowiczostwo, brak walorów intelektualnych, dążenie do objęcia godności patriarchy, wychowywanie podległych sobie duchownych na socjalistów. Z kolei ruchy tzw. odnowicielskie, na czele z Żywą Cerkwią, powoływały się kilka lat później, po rewolucji październikowej, na osobę nieżyjącego już Antoniego jako na swojego inspiratora i prekursora.
W 1906 Antoni odmówił również udziału w pracach Rady Państwa – wybrany do niej został w kwietniu, w lipcu zaś ogłosił swoją rezygnację. W tym samym roku, po wybuchu w Rosji rozruchów chłopskich, określił ich uczestników jako „złoczyńców, popełniających niesłychane zbrodnie”, nie apelował jednak o natychmiastową pacyfikację ruchu. Wezwał jedynie biskupów, by wspólnie pracowali na rzecz państwa i ludu.
Wyrozumiały wobec podległego mu duchowieństwa, metropolita wielokrotnie wstawiał się u władz państwowych za duchownymi lub klerykami wyrażającymi sympatie liberalne lub nawet podzielającymi niektóre poglądy rewolucyjne. Starał się równocześnie ograniczać wpływy Rasputina na dworze i w Synodzie.
Wielki autorytet Antoniego wśród duchowieństwa sprawiał, że potrafił on jednoczyć wokół siebie hierarchów cerkiewnych – za jego życia nie doszło do żadnego otwartego konfliktu między biskupami. Wyjątkiem była próba usunięcia Antoniego z Synodu, jaką podjęli w 1905 konserwatywni biskupi Mikołaj (Ziorow), Antoni (Chrapowicki), Hermogen (Dołganiow) i Serafin (Cziczagow). Metropolita był również zdolny do aktywizowania duchowieństwa parafialnego, skutecznie propagował konieczność wewnętrznych zmian w Cerkwi. Jedynie w sferze politycznej jego poglądy nie zdołały przekonać większości kapłanów – wbrew jego stanowisku prawosławni duchowni byli wybierani na deputowanych do Dumy i tam zasiadali w różnych frakcjach.

#### Choroba i śmierć
Po 1910 pogarszający się stan zdrowia zmusił metropolitę Antoniego do ograniczenia swojej działalności. Po raz ostatni wziął udział w posiedzeniu Świątobliwego Synodu Rządzącego 16 października 1912, kilkanaście dni później zmarł.
Pogrzeb duchownego odbył się w soborze Trójcy Świętej w petersburskiej Ławrze Aleksandra Newskiego. Nabożeństwu przewodniczył metropolita moskiewski Włodzimierz, z którym koncelebrowało 22 innych biskupów, 60 archimandrytów i protoprezbiterów-mitratów, 150 hieromnichów i białych duchownych.